# Dana Point Grand Prix
Le Dana Point Grand Prix est une course cycliste américaine disputée à Dana Point, en Californie. Créé en 2007, il s'agit de l'un des critériums cyclistes les plus réputés du territoire américain,. La compétition est divisée en plusieurs épreuves distinctes, en fonction du genre, de l'âge et de la catégorie des coureurs.
En 2010, elle se déroule sur deux journées, un contre-la-montre pour commencer puis le traditionnel critérium le lendemain. L'édition 2019 est annulée.

## Palmarès

### Élites Hommes
| Année      | Vainqueur         | Deuxième            | Troisième             |
| ---------- | ----------------- | ------------------- | --------------------- |
| 2007       | Karl Bordine      | Kayle Leogrande     | Kyle Gritters         |
| 2008       | Sterling Magnell  | Steve Reaney        | Kayle Leogrande       |
| 2009,      | Rahsaan Bahati    | Jeremiah Wiscovitch | Lucas Sebastián Haedo |
| 2010 (CLM) | Bradley White     | Andrew Pinfold      | Morgan Schmitt        |
| 2010 (CRT) | Jonathan Cantwell | Alejandro Borrajo   | Aníbal Borrajo        |
| 2011       | Brad Huff         | Rahsaan Bahati      | Ben Kersten           |
| 2012       | Brad Huff         | Justin Williams     | Benjamin Swedberg     |
| 2013       | Shane Kline       | Justin Williams     | Ken Hanson            |
| 2014       | Daniel Holloway   | Luke Keough         | Fabrizio Von Nacher   |
| 2015       | Karl Menzies      | Tyler Magner        | Ryan Aitcheson        |
| 2016       | Luis Amarán       | Eric Marcotte       | Robin Carpenter       |
| 2017       | Justin Williams   | Scott Law           | Karl Menzies          |
| 2018       | Scott Law         | Justin Williams     | Cory Williams         |
| 2019       | annulé            | annulé              | annulé                |

### Élites Femmes
| Année      | Vainqueur         | Deuxième             | Troisième          |
| ---------- | ----------------- | -------------------- | ------------------ |
| 2007       | Pamela Schuster   | Christen King        | Bonnie Breeze      |
| 2009,      | Nikki Butterfield | Gina Grain           | Catherine Cheatley |
| 2010 (CLM) | Ruth Clemence     | Dotsie Bausch        | Bonnie Breeze      |
| 2010 (CRT) | Kendall Ryan      | Maria Lechuga        | Coryn Rivera       |
| 2012       | Gillian Carleton  | Holly Breck          | Jennifer Valente   |
| 2014       | Shelby Reynolds   | Mary Maroon          | Angelica Frayre    |
| 2015       | Erica Allar       | Samantha Schneider   | Kendall Ryan       |
| 2016       | Colleen Gulick    | Shelby Reynolds      | Angelica Frayre    |
| 2017       | Kendall Ryan      | Lizzie Williams      | Mandy Heintz (en)  |
| 2018       | Megan Jastrab     | Valentina Scandolara | Coryn Rivera       |
| 2019       | annulé            | annulé               | annulé             |